# Hermann Hermannsson
Hermann Hermannsson  est un joueur islandais de football, né le 7 octobre 1914 et mort le 28 août 1975. Il évolue en tant que gardien de but au Valur Reykjavik pendant près de vingt ans, et il est le tout premier portier international islandais, gardant les buts de la sélection lors de ses quatre premiers matchs officiels.

## Biographie

### Club
Joueur emblématique du Valur des années 1930/1940, Hermann dispute près de 200 matchs pour les rouge et bleu. Son père est d'ailleurs l'un des fondateurs du club.
L'un des premiers matchs qu'il dispute revêt un caractère particulier, de par ses circonstances funestes. En effet en 1933, lors du dernier match de championnat qui oppose Valur au KR, Hermann entre sur le terrain en remplacement de Jón Karel Kristbjörnsson, blessé à la tête après un choc avec un attaquant du KR. Alors meilleur gardien du pays en dépit de son jeune âge, Jón décède deux jours plus tard des suites de ses blessures, à seulement 22 ans.
Valur remporte tout de même le match 6-3 est glane son second championnat d'Islande. C'est le premier d'une longue série pour Hermann, dont le talent aide Valur à connaitre la période la plus faste de son histoire. Hermann raccroche les gants en 1950.
Gardien téméraire et rapide, il marque toute une génération de jeunes footballeurs islandais. Il est codétenteur (aux côtés de son ex-coéquipier Frimann Helgason) du plus grand nombre de championnats d'Islande remportés, avec 10 titres.

### Sélection
Hermann est aligné lors du premier match officiel de l'Islande, le 17 juillet 1946 face au Danemark. Devant environ 8 000 spectateurs, les insulaires font bloc et résistent jusqu'à la mi-temps, mais s'inclinent finalement 3-0.
Il garde les cages de la sélection pour les trois autres matchs suivants, face à la Norvège en 1947 (défaite 4-2), la Finlande en 1948 (victoire 2-0, la première de la sélection) et au Danemark en 1949 (défaite 5-1).

### Anecdotes
Après sa carrière de joueur, il entraîne brièvement Valur en 1955, puis travaille dans le social. Il devient plus tard directeur d'une des piscines thermales municipales de Reykjavik, de 1971 à 1975.
À ce titre, il participe en 1974 à un match particulier organisé par la ville de Reykjavik. La rencontre oppose deux équipes composées de membres de la mairie et de fonctionnaires. Hermann dispute ce match face à un ancien coéquipier de renom, Albert Guðmundsson, alors président du conseil municipal. Deux autres anciens internationaux prennent part à la rencontre, Helgi V Jonsson et Gunnar S Guðmannsson. Le match, arbitré par le chanteur Guðmundur Jónsson (is), attire 10 000 personnes et se termine sur le score de 2-2.
Hermann meurt noyé le 28 août 1975, après que son bateau de pêche chavire dans le petit lac du Meðalfellsvatn, près de Reykjavik. Il avait 60 ans.

## Palmarès
- valur Reykjavik
  - Champion d'Islande en 1933, 1935, 1936, 1937, 1938, 1940, 1942, 1943, 1944 et 1945